# Suwałki (stacja kolejowa)
Suwałki – stacja kolejowa osobowa i towarowa w Suwałkach, w województwie podlaskim. Według klasyfikacji PKP ma kategorię dworca regionalnego.

## Ruch pasażerski
| Rok  | Wymiana pasażerska na dobę |
| ---- | -------------------------- |
| 2017 | 300-499                    |
| 2022 | 500-699                    |

## Dworzec kolejowy

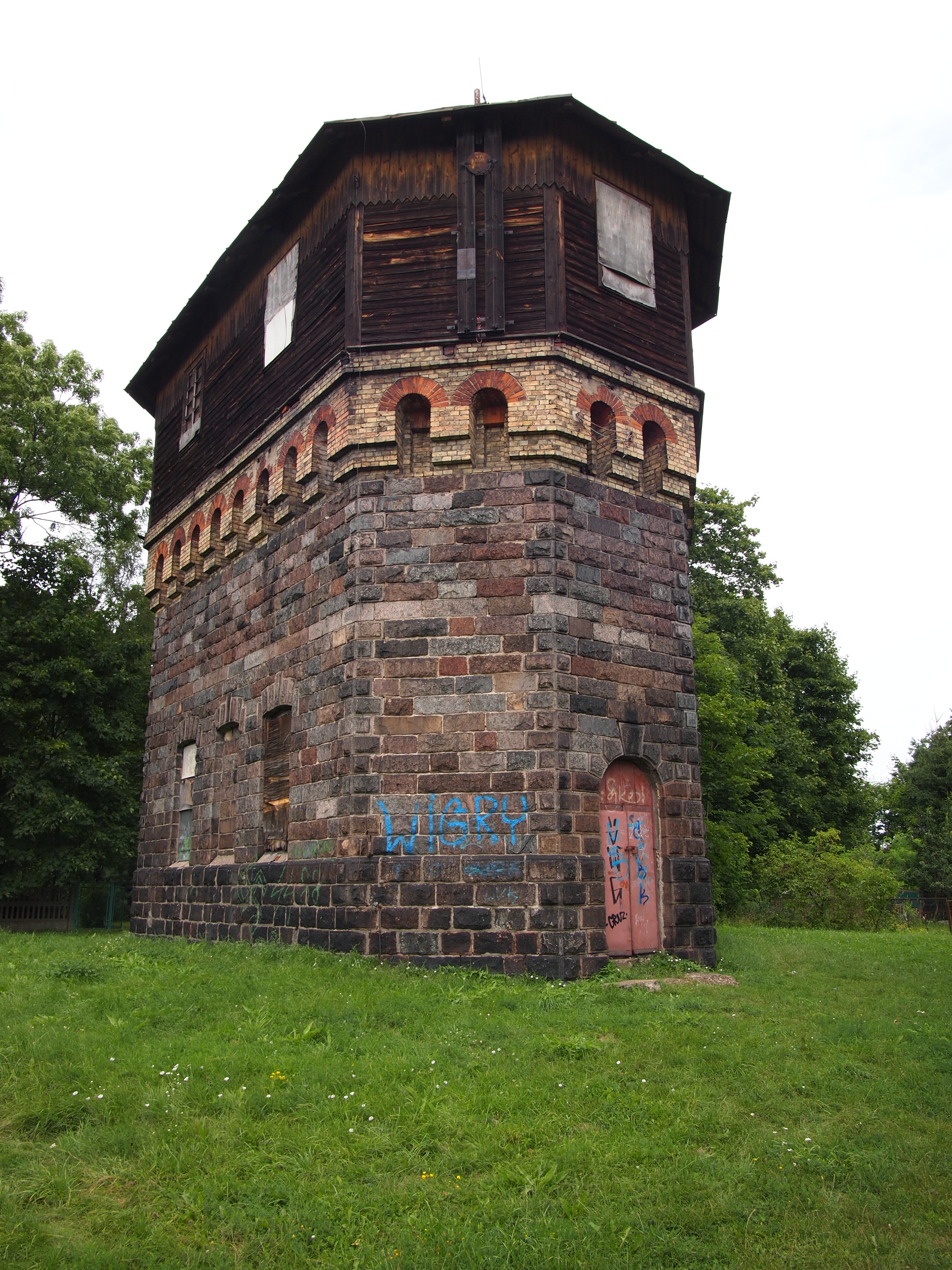
Wieża ciśnień

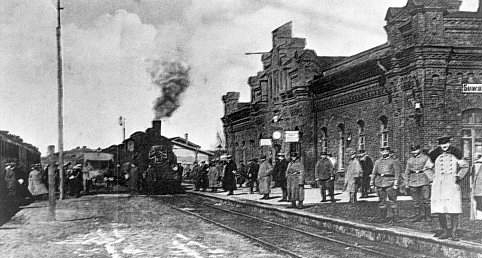
Stacja w Suwałkach, 1917

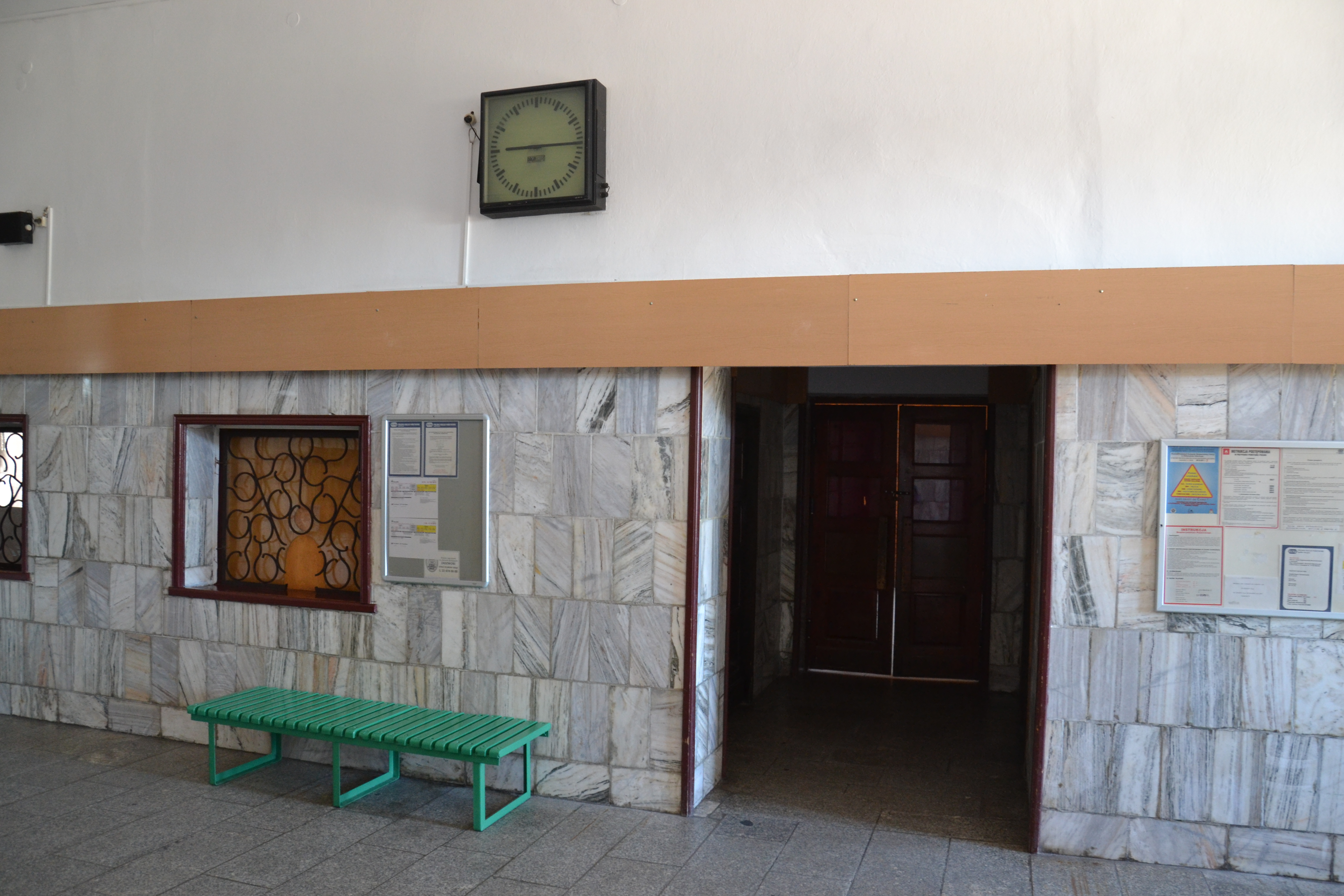
Wnętrze dworca w Suwałkach

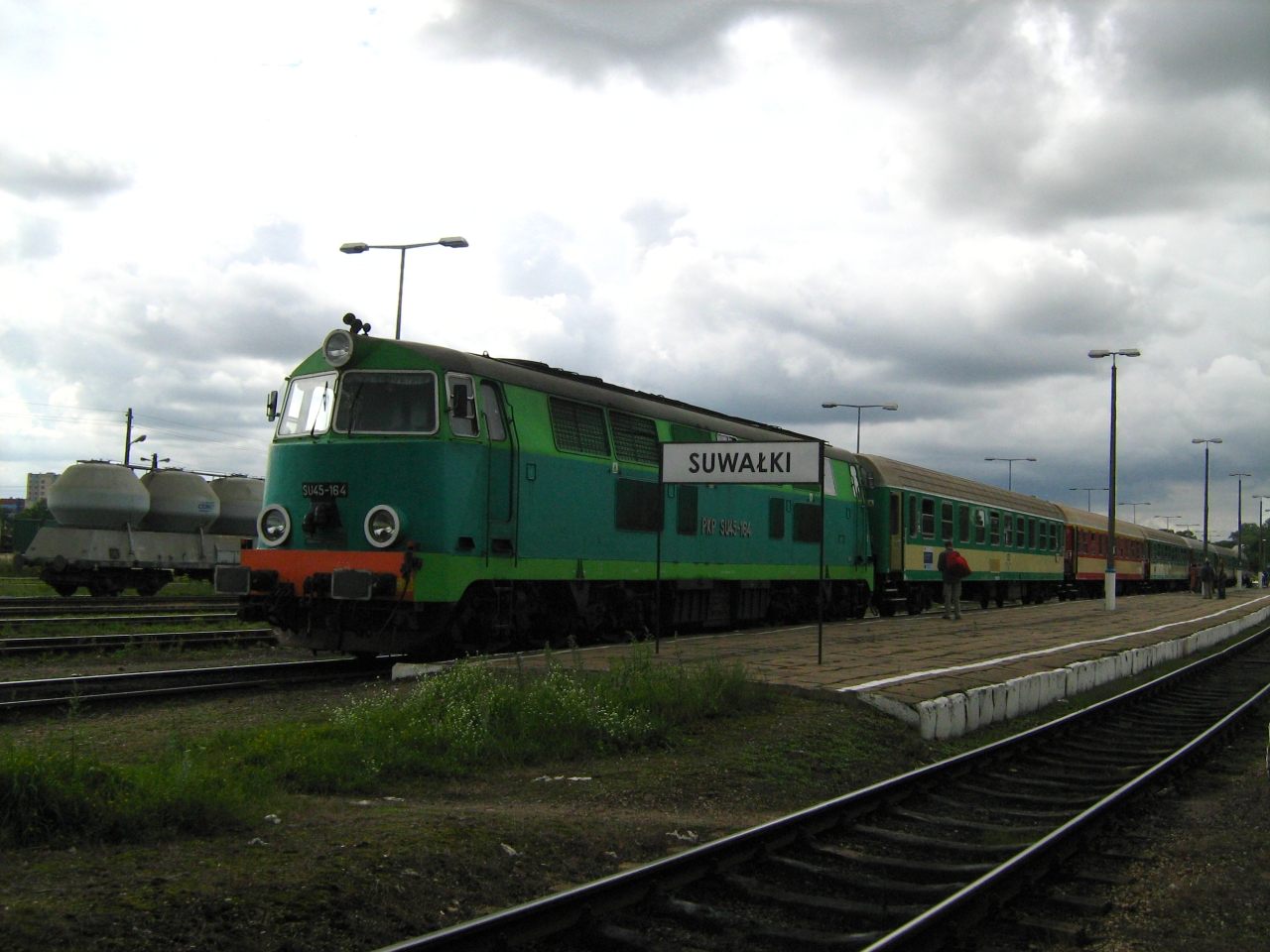
SU45 na stacji w Suwałkach

Budynek dworca w niezmienionej postaci stoi do dziś. Jest to jeden z głównych i jeden z najstarszych niezmienionych od chwili budowy zabytków Suwałk. Z dworca odjeżdżają też autobusy komunikacji miejskiej o nr. 8, 11, 18, 19, 20 i 21.

## Historia
Stacja została otwarta w 1896, głównie na potrzeby rosyjskiej armii. Dzięki otwarciu dworca nastąpił gwałtowny rozwój miasta.
Z Suwałk dawniej odjeżdżały i przyjeżdżały pociągi relacji:
- Suwałki – Białystok – Warszawa – Kraków (Kinga, później Wigry)
- Suwałki – Białystok – Warszawa – Bielsko Biała (Wigry)
- Suwałki – Białystok – Warszawa – Katowice (Wigry)
- Suwałki – Białystok – Warszawa – Gliwice (Wigry)
- Suwałki – Częstochowa – Gliwice (Wigry)
- Suwałki – Częstochowa – Kraków (Wigry)
- Suwałki – Olecko – Ełk – Warszawa – Kielce – Kraków (Wigry)
- Suwałki – Olecko – Ełk – Olsztyn – Szczecin (Gryf)
- Suwałki – Olecko – Ełk – Olsztyn (Gryf)
- Suwałki – Olecko – Ełk – Białystok – Częstochowa – Katowice (Biebrza)
- Suwałki – Olecko – Ełk – Gdynia (Biebrza)
- Suwałki – Olecko – Ełk – Gdynia – Szczecin (Biebrza)
- Suwałki – Białystok – Warszawa (Jaćwing, później Konopnicka)
- Suwałki – Białystok – Opole – Wrocław (Jaćwing)
- Suwałki – Olecko – Ełk – Koluszki – Łódź Kaliska – Wrocław (Jaćwing)
- Suwałki – Olecko – Ełk – Pisz – Nidzica – Racibórz (Pogoria)
- Suwałki – Olecko- Ełk – Pisz – Iława – Racibórz (Pogoria)
- Suwałki – Białystok – Bydgoszcz (Niemen)
- Suwałki – Olecko – Ełk – Białystok
- Wilno – Suwałki – Białystok – Warszawa (Balti)
- Szostaków – Suwałki – Olecko – Ełk – Białystok

## Połączenia
Jest to zarówno stacja pasażerska, jak i towarowa. W mieście krzyżują się linie kolejowe z Sokółki, Olecka i z Litwy. Na terenie miasta znajduje się dworzec PKP. Cztery razy dziennie odjeżdżają pociągi do Białegostoku. Suwałki mają także bezpośrednie połączenia kolejowe z Warszawą, Krakowem oraz Wilnem.

### Pociągi (2023)[4][5]
- Suwałki – Augustów – Sokółka – Białystok (R 10230, R 10232, R 10234, R 10236) – Polregio
- Białystok – Sokółka – Augustów – Suwałki (R 10241, R 10243, R 10245, R 10247) – Polregio
- Kraków – Warszawa – Białystok – Suwałki – Maćkowo (– Mariampol – Kowno – Wilno)[6] (IC 31000/144 „Hańcza”) – PKP Intercity
- (Wilno – Kowno – Mariampol –)[7] Maćkowo – Suwałki – Białystok – Warszawa - Kraków Główny (IC 143/13000 „Hańcza”) – PKP Intercity
- Świnoujście – Szczecin – Poznań – Warszawa – Białystok – Suwałki (IC 81103 „Podlasiak”) – PKP Intercity
- Suwałki – Białystok – Warszawa – Poznań – Szczecin – Świnoujście (IC 18102 „Podlasiak”) – PKP Intercity

## Perony i tory

### Perony
Na dworcu znajdują się 3 perony, z których są obsługiwane połączenia:
- Linia 51 Suwałki – Trakiszki (Peron 1 Tor 5, Peron 2 Tor 3, Peron 2 Tor 5, Peron 3 Tor 3)
- Linia 40 Suwałki – Sokółka (Peron 3 Tor 1)

### Tory
- Tory 1-3 i 5 są torami przeznaczonymi dla pociągów pasażerskich
- Tory 4, 6, 8, 10, 12, 14, 16 są torami przeznaczonymi dla pociągów towarowych
- Tory 18, 20, 22 są torami przy placu ładunkowym
- Tory 7 i 9 są torami przy magazynach
- Tor 24 prowadzi do skupu złomu
- Tor 200a prowadzi do PEC
- Tor 300a prowadzi do Fabryki Mebli

Jedynie z torów 3 i 5 jest możliwy zjazd na bocznice i do lokomotywowni.
- Tor nr 1 jest częścią Linii kolejowej 40 (Sokółka – Suwałki)
- Tor nr 2 jest częścią Linii kolejowej 39 (Olecko – Suwałki)
- Tor nr 3 jest częścią Linii kolejowej 51 (Suwałki – Trakiszki)[8]

## Stacja w kulturze
Stacja posłużyła jako inspiracja do jednej ze scenerii symulatora MaSzyna EU07-424. Występuje pod nazwą „Manewrowo 3".